# Faune du Nigéria

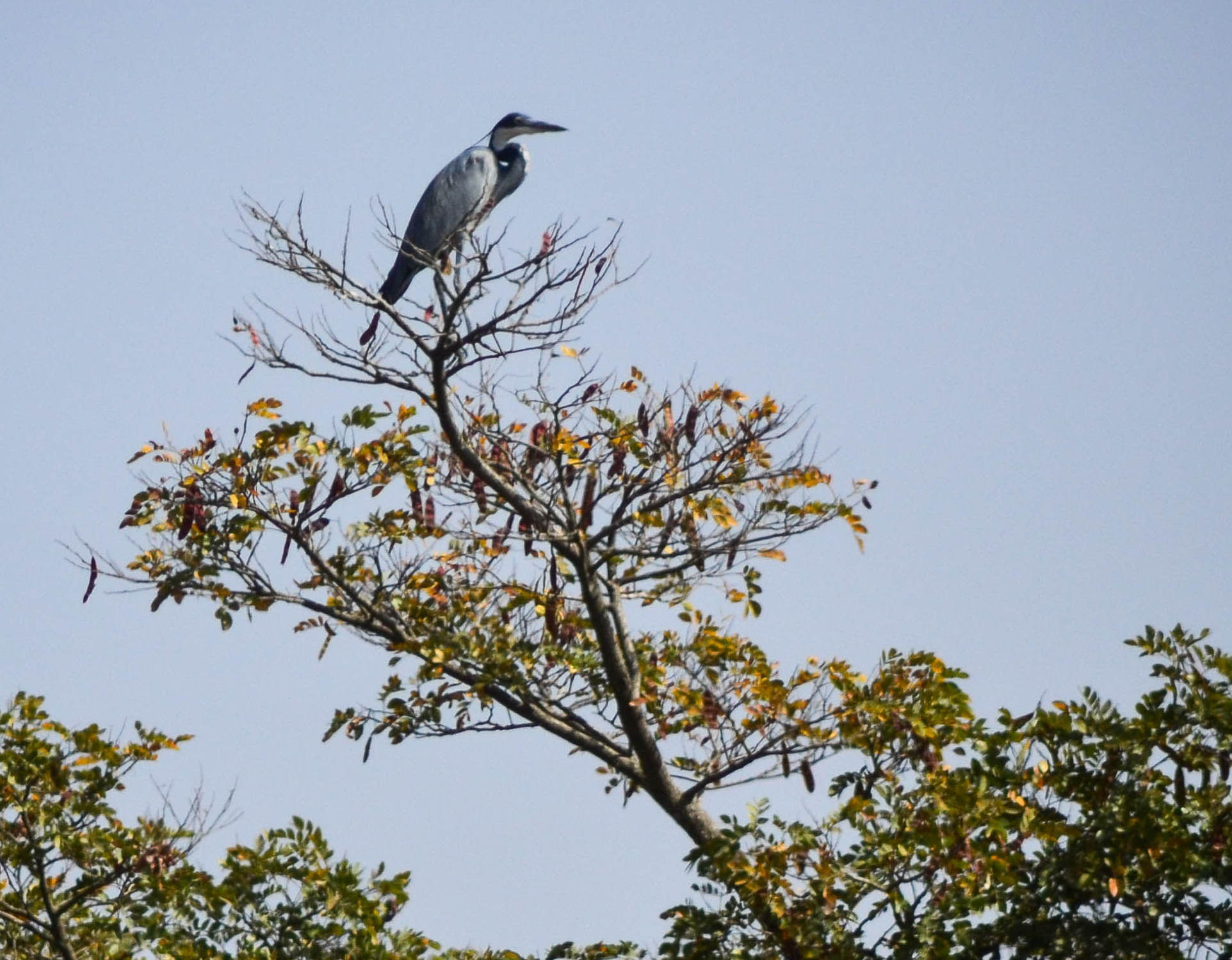
Héron à tête noire

Le Nigéria possède des ressources fauniques variées comprenant la flore et la faune. Le Nigéria possède une grande variété d'habitats différents, allant des mangroves et de la forêt tropicale humide à la savane avec des bouquets d'arbres épars. Environ 290 espèces de mammifères et 940 espèces d'oiseaux ont été recensées dans le pays.

## Géographie

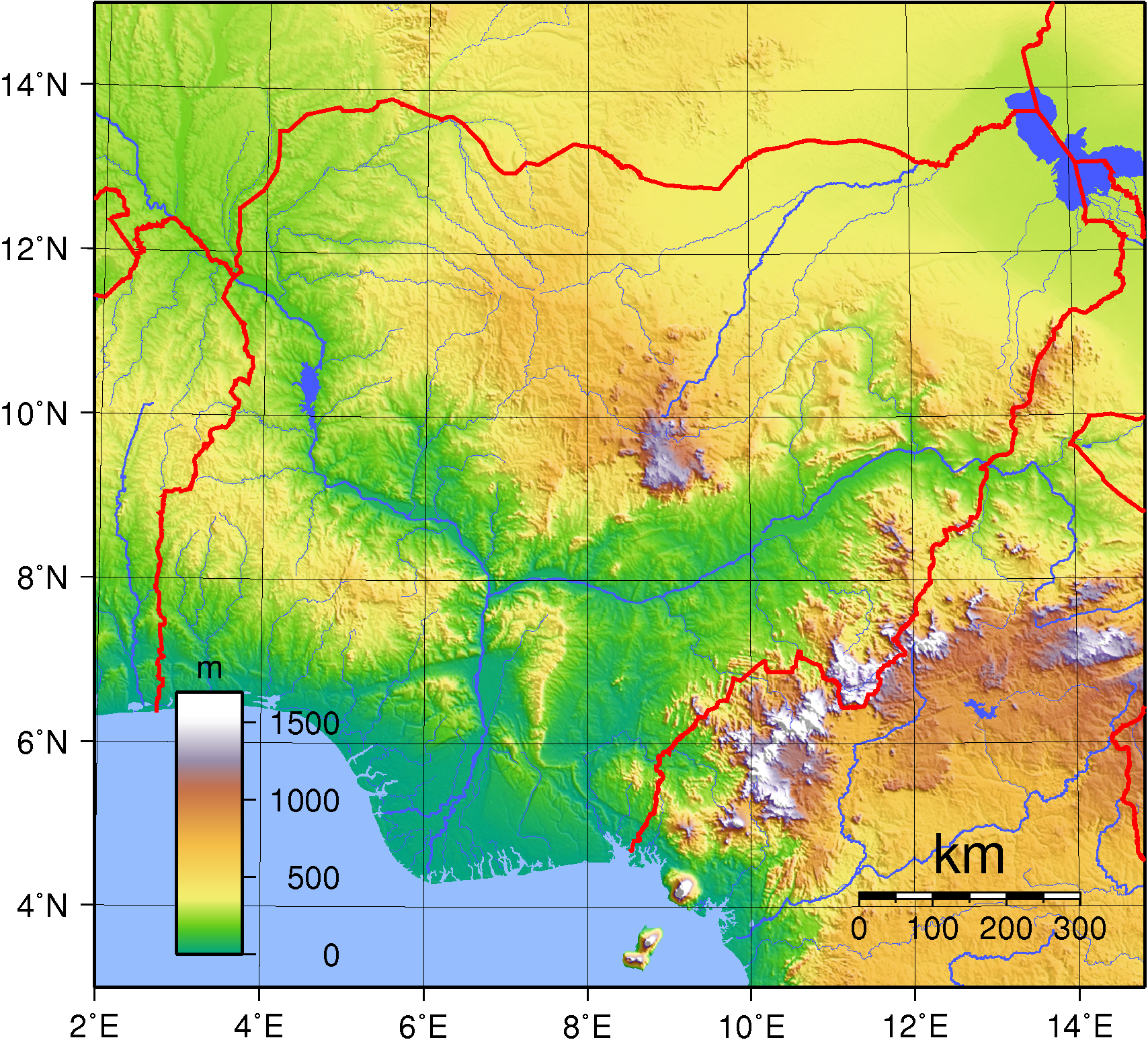
Topographie du Nigéria

Le Nigéria est un grand pays d'Afrique de l'Ouest situé au nord de l'équateur. Il est limité à l'ouest par le Bénin, au nord par le Niger, à l'est par le Cameroun et au sud par l'océan Atlantique. Le pays est constitué de plusieurs grands plateaux séparés par les vallées des deux principaux fleuves, le Niger et la Bénoué, et de leurs affluents. Ceux-ci convergent vers l'intérieur des terres et se jettent dans le golfe de Guinée à travers un réseau de ruisseaux et de branches qui forment le delta du Niger. D'autres fleuves se jettent directement dans la mer plus à l'ouest, et de nombreux petits fleuves sont saisonniers. La plus haute montagne est Chappal Waddi (2 419 m) sur le plateau de Mambilla, dans le sud-est du pays, près de la frontière avec le Cameroun. Les Shere Hills (1 829 m) sont une autre région montagneuse située sur le plateau de Jos, au centre du pays. Les principaux lacs comprennent deux réservoirs, le lac Oguta et le lac Kainji, ainsi que le lac Tchad au nord-est. Il y a de vastes plaines côtières dans le sud-ouest et le sud-est, et le littoral est bas.
La saison pluvieuse dure de mars à octobre, avec des vents du sud-ouest. Le reste de l'année est sec, avec des vents d'harmattan de nord-est soufflant du Sahara. La zone côtière reçoit entre 1 500 et 3 000 mm de précipitations par an, tandis que les zones intérieures sont plus sèches, à l'exception des régions montagneuses.

## Flore

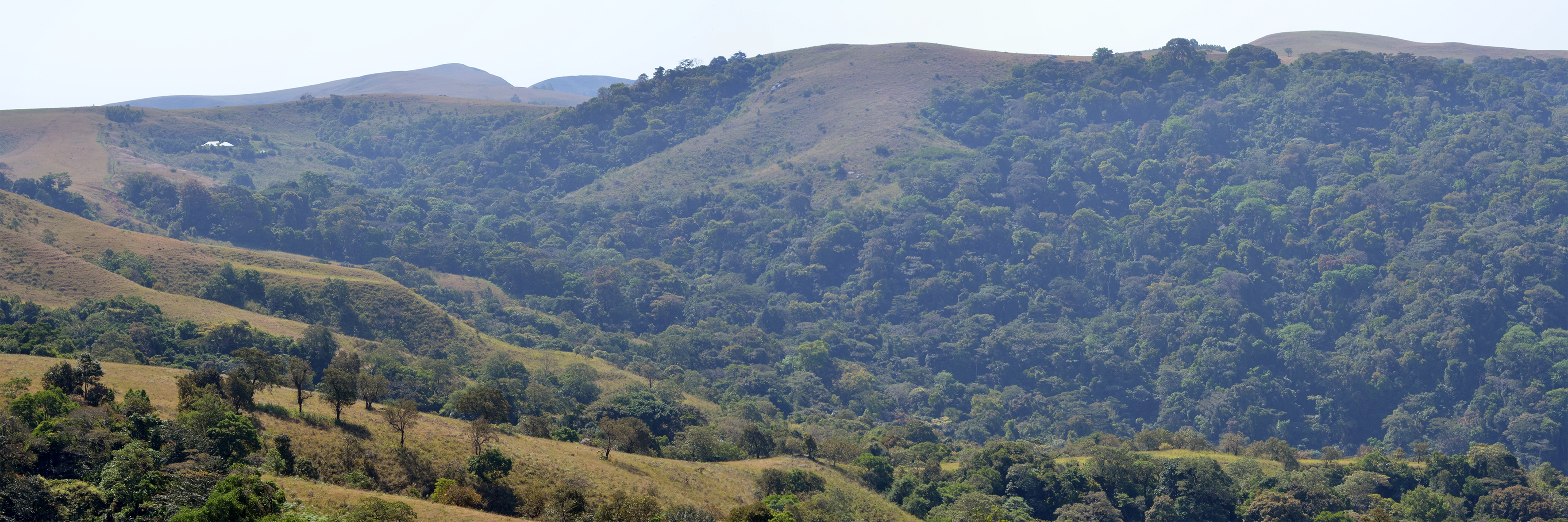
Réserve forestière de Ngel Nyaki sur le plateau de Mambilla

La partie la plus méridionale du pays est classée comme "marécage d'eau salée" ou "marécage de mangrove" car la végétation est principalement constituée de mangroves. Au nord se trouve une zone de marais d'eau douce contenant des espèces intolérantes au sel telles que le raphia, et au nord de cette zone se trouve la forêt tropicale. Plus au nord encore, la campagne se transforme en savane avec des groupes d'arbres épars. Une espèce commune dans les forêts riveraines du sud est Brachystegia eurycoma. Ces zones principales peuvent encore être subdivisées. La forêt marécageuse côtière s'étend sur plusieurs kilomètres à l'intérieur des terres et contient les huit espèces ouest-africaines de palétuviers, Rhizophora racemosa étant l'espèce dominante sur le bord extérieur, R. harrisonii dans la partie centrale et R. mangle sur le bord intérieur. On estime que les mangroves du delta du Niger sont le lieu de reproduction de 40 % des poissons pêchés en mer. La zone de forêt tropicale s'étend à l'intérieur des terres sur environ 270 km (170 mi), mais sa composition varie considérablement, les précipitations diminuant d'ouest en est et du sud au nord. Dans la réserve forestière d'Omo, par exemple, les arbres les plus courants sont plusieurs espèces de Diospyros, Tabernaemontana pachysiphon, Octolobus angustatus, Strombosia pustulata, Drypetes gossweileri, Rothmania hispida, Hunteria unbellata, Rinorea dentata, Voacanga africana et Anthonotha aubryanum.
Là où la forêt pluviale se transforme en savane boisée, les arbres dominants sont Burkea africana, Terminalia avicennioides et Detarium microcarpum. Environ la moitié du Nigeria est classée comme savane guinéenne dans l'écorégion de la mosaïque forêt-savane guinéenne, caractérisée par des groupes éparpillés d'arbres bas entourés de hautes herbes, avec des bandes de forêt galerie le long des cours d'eau. Les arbres typiques de cette région sont adaptés aux conditions de sécheresse saisonnière et aux incendies répétés et comprennent Lophira lanceolata, Afzelia africana, Daniellia oliveri, Borassus aethiopum, Anogeissus leiocarpa, Vitellaria paradoxa, Ceratonia siliqua et des espèces d'Isoberlinia,.

## Faune

### Mammifères

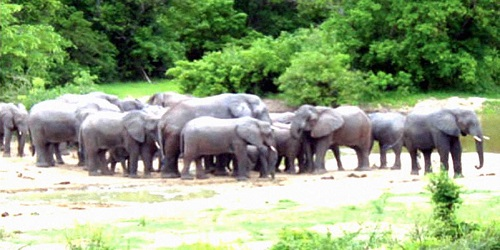
Éléphants dans le parc national de Kamuku

On trouve un grand nombre de mammifères différents au Nigeria, dont les habitats sont très variés. Il s'agit notamment des lions, léopards, mangoustes, hyènes, chacals à bandes latérales, éléphants d'Afrique, buffles d'Afrique, lamantins d'Afrique, rhinocéros, antilopes, cobes d'eau, girafes, phacochères, hippopotames, pangolins, oryctéropes, hyrax occidentaux, babouins, singes, gorilles occidentaux, chimpanzés, chauves-souris, musaraignes, souris, rats, écureuils et gerbilles. En outre, de nombreuses espèces de baleines et de dauphins fréquentent les eaux nigérianes.

### Des oiseaux
Environ 940 espèces d'oiseaux ont été recensées au Nigeria, dont cinq sont endémiques au pays. Chaque zone géographique a ses espèces d'oiseaux typiques, quelques-unes se trouvant à la fois dans la forêt et la savane. Autour du barrage d'Oba, à l'est d'Ibadan, on peut observer divers oiseaux aquatiques, dont plusieurs espèces de hérons et d'aigrettes, l'oie pygmée africaine, le jacana à crête, l'échasse à ailes noires, le pluvier d'Égypte et la marouette noire. Dans la forêt tropicale adjacente, les spécialités comprennent le drongo à queue carrée et le drongo à dos brillant, le loriot africain et le loriot à tête noire, la bécassine peinte, plusieurs espèces de colombes, les coucous de Klaas et de Diederik, ainsi que des martins-pêcheurs, des guêpiers, des rolliers et des pies-grièches, dont la pie-grièche à poitrine ardente, des volées d'étourneaux irisés et plusieurs espèces de Malimbus, un genre que l'on ne trouve qu'en Afrique occidentale. Parmi les oiseaux que l'on trouve dans la savane ouverte, citons le vautour à capuchon, la perdrix des rochers, la pintade, la tourterelle des bois à bec noir, le coucou noir, le souriceau à nuque bleue et le rouleau d'Abyssinie. Les oiseaux endémiques du Nigeria sont le malimbe d'Ibadan, l'indigobird du plateau de Jos, le pinson des rochers et le jaseur d'Anambra.